# 鹏飞路站
鹏飞路站是南宁轨道交通1号线的地铁车站，位于中华人民共和国广西壮族自治区南宁市西乡塘区大学西路与鹏飞路交叉口地下。该站在2016年12月28日南宁轨道交通1号线西段通车时开放载客，设有4个出入口和1个岛式站台。

## 设施

### 结构
鹏飞路站设有2层，地面为出入口，地下一层为站厅，地下二层为1号线月台（往石埠／火车东站）的位置。
| 地面     | 出入口                    | 出入口                   |
| 地下一层 | 大堂                      | 客服中心、商店、自助服務 |
| 地下二层 |                           | █ 1号线列車往石埠方向    |
| 地下二层 | 島式月台                  |                          |
| 地下二层 | █ 1号线列車往火车东站方向 |                          |

### 出入口
鹏飞路站形似狹長的方形，設有4個出入口，其中B出入口设有无障碍电梯。
| 出口編號            | 建議前往的目的地                                               |
| ------------------- | -------------------------------------------------------------- |
| A出入口             | 鹏飞路、广西民族大学西校区、罗文菜市、童乐嘉园、江川圣境       |
| B出入口             | 鹏飞路、昌泰金华园小区、广西工商职业技术学院、吉安驾驶培训学校 |
| C出入口             | 广西南宁市技师学院、西湖派出所                                 |
| D出入口             | 大学西路、鹏飞路                                               |
| 注： 設有无障碍电梯 |                                                                |

## 服务及接驳公交
地铁1号线工作日高峰时段7∶30至9∶00、17∶30至19∶30、节假日行车间隔为6分30秒，工作日的其余时段行车间隔为7分钟。

从鹏飞路站开往火车东站的首班车在每天上午6时34分开出，末班车在每天22时34分开出；开往石埠站的首班车在每天上午7时04分开出，而末班车则在每天23时19分开出。
乘客可在本站周围换乘南宁公交58、103、K1、804、805路等5条公交线路。